# Joanna Bourke
Joanna Bourke (née 1963 en Nouvelle-Zélande) est une historienne et universitaire britannique, professeur d'histoire à la Birkbeck, University of London.

## Biographie
Née de parents missionnaires chrétiens, Bourke est élevée en Nouvelle-Zélande, en Zambie, aux Îles Salomon et en Haïti. Elle fréquente l'université d'Auckland où elle obtient un BA et une maîtrise d'histoire. Elle entreprend son PhD à l'université nationale australienne et par la suite occupe des postes académiques en Australie, à Cambridge et Londres. Joanna Bourke, qui se décrit elle-même comme « féministe socialiste » est l'auteur d'ouvrages consacrés à l'histoire de l'Irlande, l'histoire du genre, la culture de la classe ouvrière (en), la guerre et la masculinité, l'histoire culturelle de la peur, l'histoire du viol, etc. Elle réside à Londres. Elle est directrice du Birkbeck Trauma Project (anciennement, the Birkbeck Pain Project). En 2014, elle est élue fellow de la British Academy.

## Publications
- Husbandry and Housewifery: Women, Economic Change and Housework in Ireland, 1890-1914, Oxford University Press, 1993
- Working-Class Cultures in Britain, 1890-1960: Gender, Class and Ethnicity, Routledge, 1994
- Dismembering the Male: Men's Bodies, Britain and the Great War, Reaktion Press and University of Chicago Press, 1996
- An Intimate History of Killing: Face-to-Face Killing in Twentieth Century Warfare,  Granta, 1999, (remporte le prix Fraenkel d'histoire contemporaine en 1998 et le prix Wolfson d'histoire en 2000)
- Eyewitness, Authentic Voices of the 20th Century, BBC Audiobooks, 2004
- Fear: A Cultural History, Virago, 2006 (publié par Shoemaker and Hoard aux US)
- Rape: A History from the 1860s to the Present, Virago, 2007 (publié aux US sous le titre Rape: Sex, Violence, History, Shoemaker & Hoard, 2007)
- What It Means To Be Human. Historical Reflections 1790 to the Present, Virago, 2011 (publié par Counterpoint aux US)
- The Story of Pain: From Prayer to Painkillers, Oxford University Press, 2014
- Wounding the World: How Military Violence and War-Play Invade our Lives, Virago, 2014 (publié aux US sous le titre Deep Violence: Military Violence, War Play, and the Social Life of Weapons, Counterpoint, 2015)

## Source de la traduction
- (en) Cet article est partiellement ou en totalité issu de l’article de Wikipédia en anglais intitulé « Joanna Bourke » (voir la liste des auteurs).